# Atrozela
Atrozela é uma povoação da Freguesia de Alcabideche, Município de Cascais, Portugal.
É considerada uma das aldeias mais antigas da freguesia de Alcabideche.
Edifício histórico: Azenha de Atrozela.